# 会津村

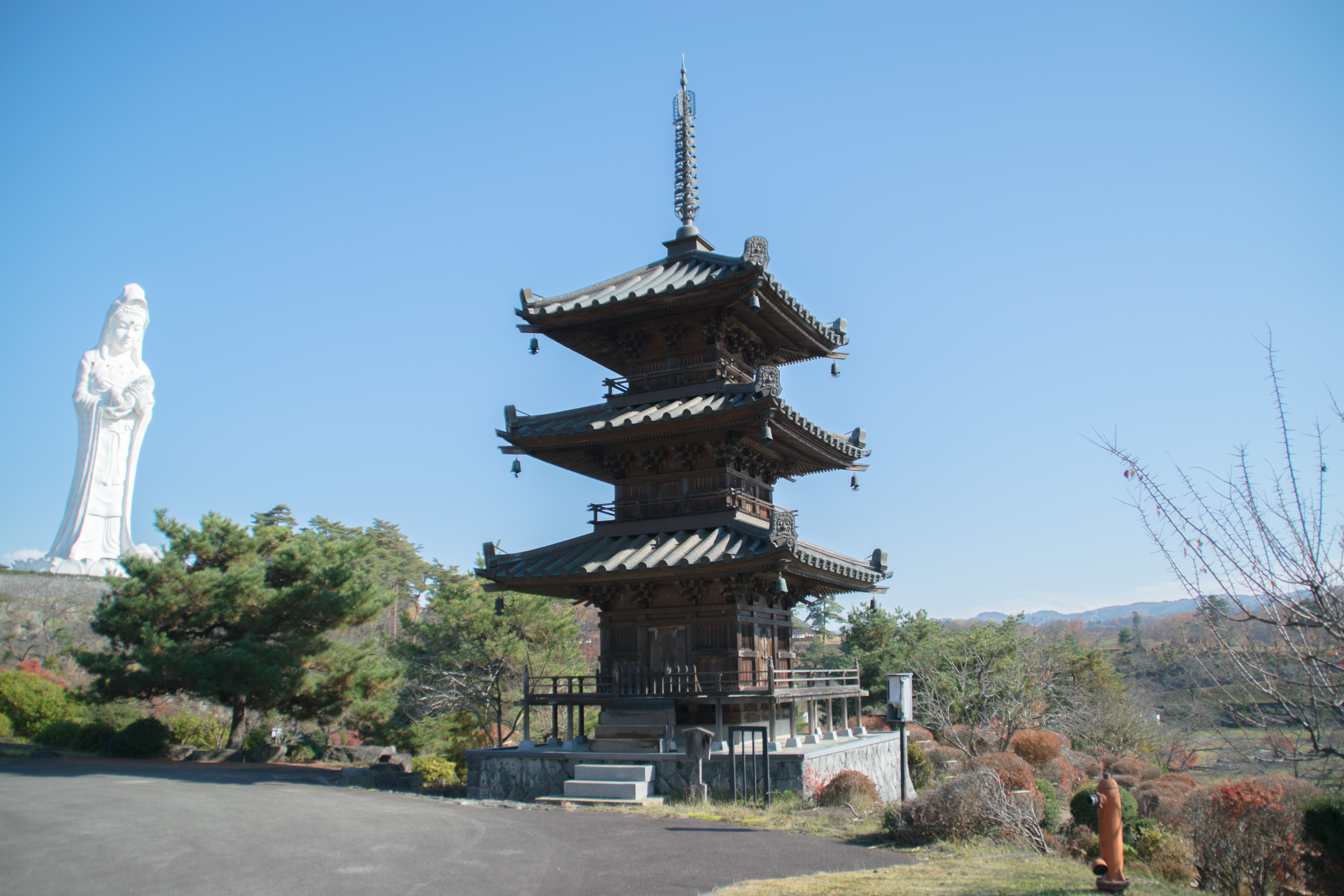
三重塔と会津慈母大観音

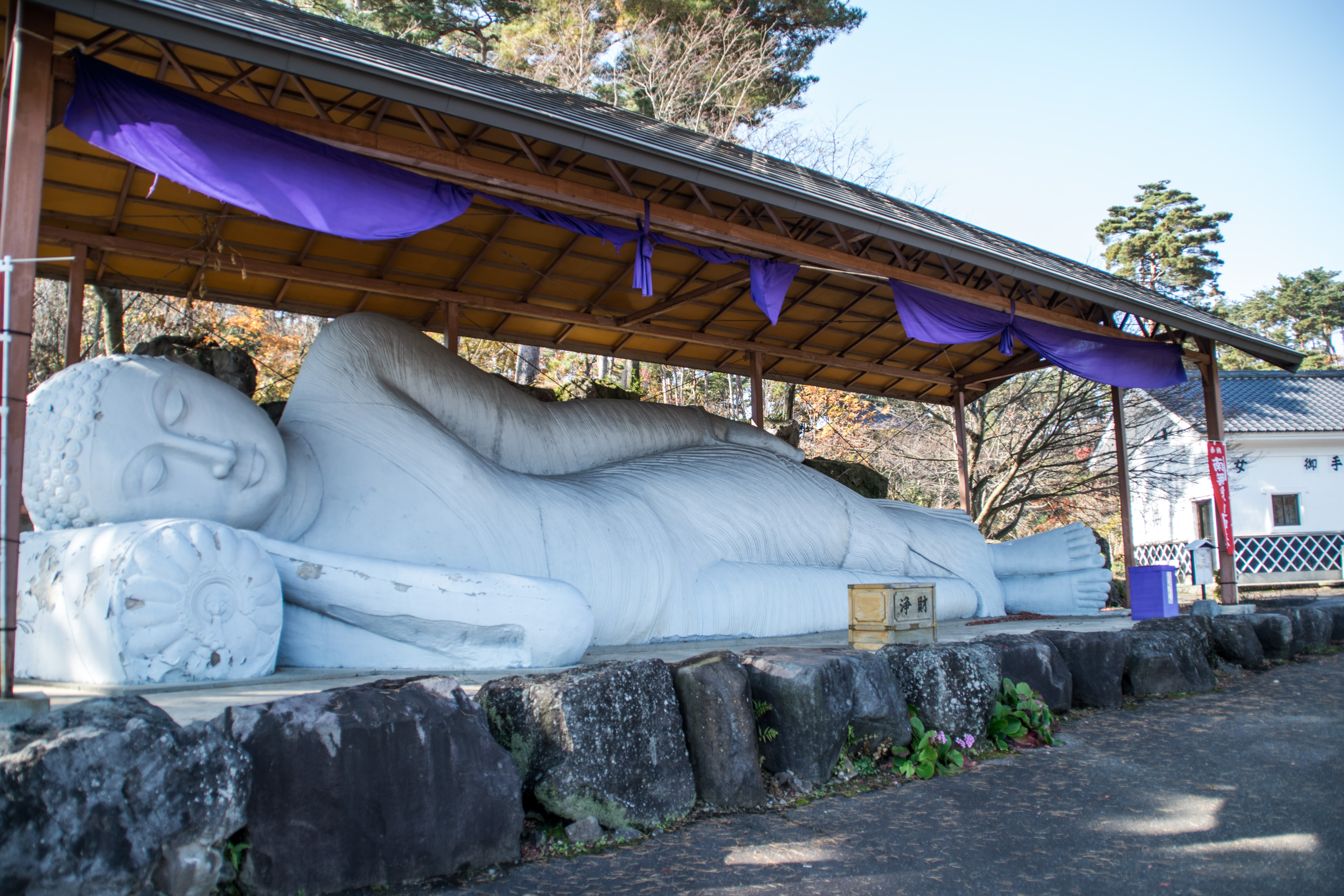
ポロンナルワ・ガルヴィハラの巨大釈迦横臥像

会津村（あいづむら）は、1986年（昭和61年）に福島県会津若松市河東町に芳賀昇之助が創立した施設。ツルカメ建設株式会社の所有を経て、大弘山光明院法國寺（横浜市）が土地や建物などの譲渡を受けて法國寺会津別院（ほうこくじあいづべついん）となっている。
施設内は広大な日本庭園が広がり観光地となっている。庭園に隣接する霊園「あいづ観音浄苑」の管理・運営も行っている。国道49号線沿いに建立された巨大な観音像が目印となっており、会津地方のシンボルとして有名である。

## 施設概要
- 総敷地面積／200,000 m2（60,000坪）[2]
- 緑地面積／造園緑地120,000 m2（36,000坪）自然緑地 44,000 m2（12,000坪）[2]
- 大駐車場（無料）／160,000 m2（4,800坪）バス80台・乗用車400台同時駐車可能[2]
- 拝観料あり
- 団体割引あり
- 障害者割引あり
- 授乳室あり

土、日、祝日は有料の遊覧カート(最大利用人数４人)が運行されている。
また、事前予約が必要となるが、拝観料とは別に料金を支払うことで、コスプレ撮影会等などの各種イベントでの利用も可能となっている。

## 祈りの里美術館
施設内にあり仏像や仏画などが展示されている美術館。
法國寺会津別院の本堂も兼ねている。

## 会津慈母大観音
施設内にある高さ57 mの大観音像。
観音像の内部は237段の螺旋階段が設置され、胸の位置に当たる地上40m地点まで上がって参拝でき、設置された展望窓から会津の街並みを一望することもできる。
近年、海外からの観光客も増えている。

## 釈迦如来涅槃像
お釈迦様(仏陀)の仏像。
13.4 mの釈迦如来の涅槃像。1985年開催の筑波万博のスリランカパビリオンに展示されていた涅槃仏。
スリランカのポロンナルワのガル・ヴィハーラにある仏陀三像のひとつを模した涅槃像。

## 庭園
60,000坪の敷地に四季折々の草木が植えられている日本庭園。主に、桜、ツツジがメインとなっているがその他に蓮や水仙、紫陽花、椿、梅の木など。
また、庭園には池もあり鯉が生息し、餌付けが出来る。池には大きな赤い橋がある。庭園はパワースポットの宝庫となっている。

## パワースポット
- 金剛蔵王権現堂…厄除け
- 三重ノ塔…子孫繁栄
- 涅槃像…無病息災
- 龍神池…夫婦円満・浮気封じ
- 観音滝…縁結び
- 本堂…財運上昇
- 伏見稲荷…商売繁盛・家内安全
- 慈母観音…祈願成就